# 乙酸铵
乙酸銨是乙酸的铵盐，分子式為CH3COONH4。它是白色、易潮解的晶体，可以由乙酸和氨反应而成。它可以在商业上买到。

## 制备
乙酸铵可以由碳酸铵和乙酸中和而成或是由冰醋酸和氨气反应而成：
{\displaystyle \mathrm {2\ CH_{3}COOH+(NH_{4})_{2}CO_{3}\longrightarrow 2\ NH_{4}(CH_{3}COO)+\ H_{2}O+\ CO_{2}\uparrow } }
{\displaystyle \mathrm {CH_{3}COOH+NH_{3}\longrightarrow NH_{4}(CH_{3}COO)} }

## 反应
乙酸铵加热脱水，生成乙酰胺：
{\displaystyle \mathrm {CH_{3}COONH_{4}\ {\xrightarrow[{}]{\Delta }}\ CH_{3}{-}CO{-}NH_{2}+H_{2}O} }
在有机合成中，乙酸铵可用来引入氮原子。它和醇在铱催化剂存在下反应，生成叔胺。
{\displaystyle \mathrm {CH_{3}COONH_{4}+3RCH_{2}OH\ {\xrightarrow[{}]{(CpIr^{*}Cl_{2})_{2}}}\ N(CH_{2}R)_{3}+CH_{3}COOH+3H_{2}O} }
乙酸铵、1,3-二羰基化合物和苯偶姻衍生物的一锅法会生成四取代吡咯，反应不需要溶剂和催化剂。
在汉奇吡啶合成反应的变种中，1,4-二氢吡啶的衍生物可以通过β-羰基羧酸酯、醛和乙酸铵的反应产生。

## 用处
乙酸铵可用作缓冲物质。由于它在低压下会挥发，因此在制备质谱样品时被用于替代不挥发的缓冲物质。乙酸铵也被用作食品添加剂，食品添加剂国际编码为264。它已被澳大利亚和纽西兰批准使用。
此外，乙酸铵还用于纺织和橡胶工业、农业和食品技术以及各种有机合成中。